# Les Inséparables (téléfilm)
Pour les articles homonymes, voir Les Inséparables.
Les Inséparables est un téléfilm écrit et réalisé par Thierry Redler, diffusé en 2001. Il est la suite d'un autre téléfilm du même auteur, La Traversée du phare.

## Synopsis
Deux ans ont passé depuis le premier volet. Éric a 12 ans, et a été placé dans un centre de réinsertion à La Rochelle, en attente d'adoption.
Il s'est lié d'amitié avec Petia, un jeune garçon d'origine russe, plus âgé que lui, jongleur de rue et qui poursuit le rêve de travailler comme son père dans un cirque dès qu'il sera sorti de l'institution.
Pendant ce temps, Pierre et Corinne Leguérec ont adopté Marie. Ils souhaitent également qu'Éric devienne leur fils et entreprennent des démarches dans ce sens, mais le médecin s'oppose à ce que l'enfant quitte trop rapidement l'établissement car il le juge en dépression latente.
Un week-end où Éric est chez ses futurs parents, Petia est accusé d'avoir pris part à un méfait perpétré par Momo et Graf, deux autres adolescents du centre.

## Distribution
- Corinne Touzet : Corinne Leguérec
- Thierry Redler : Pierre
- Katty Loisel : Marie Leguérec
- Jim Redler : Éric
- Romain Redler : Petia
- Guy Toffoletti : Momo
- Aurélien Wiik : Graf
- Leny Bueno : Rémi
- Geoffrey Sauveaux : Fabrice
- Luc Bernard : le juge
- Sophie Mounicot : Mme Gaubert

## Édition
- Le film, en duo avec La Traversée du phare a été édité en DVD par AB Vidéo en 2004.

## Tournage
Le film se passe en partie au Phare de Cordouan et au zoo de la Palmyre.